# Hans Günther Zempelin
Hans Günther Zempelin (* 8. Juni 1926 in Wiesbaden; † 9. August 2000 in Wuppertal) war ein deutscher Jurist und Manager.

## Werdegang
Zempelin studierte von 1946 bis 1953 Geschichte und Rechtswissenschaften in Heidelberg, wo er 1954 im Fach Recht zum Doktor promoviert wurde. Nach der zweiten juristischen Staatsprüfung kam er 1956 zum Glanzstoffhersteller ENKA AG. Er war zunächst in der Rechtsabteilung der Zentrale in Wuppertal tätig, später als kaufmännischer Leiter des Werkes Oberbruch. 1970 wurde er stellvertretendes, 1971 ordentliches Vorstandsmitglied des Konzerns. Er war zudem Vorstandsmitglied von Akzo NV in Arnheim, Mitglied des Board of Directors der Akzo America Inc. in Asheville (USA) und Aufsichtsratsvorsitzender der Enka AG in Wuppertal; desweitereren Aufsichtsratsmitglied der Strabag Bau-AG in Köln und der Dahlbusch Verwaltungs-AG in Gelsenkirchen. Er wirkte zudem als Mitglied von European Advisory Board Touche, Remnant & Co. in London, Verwaltungsratsmitglied der Berliner Handelsgesellschaft/Frankfurter Bank und Beiratsmitglied der Colonia Versicherung AG in Köln. Von 1975 bis Mitte 1985 war er Vorstandsvorsitzender der ENKA AG.
1993 gründete er mit Liselotte Zempelin die Zempelin-Stiftung, die bis 2015 Fördermittel an die Studienstiftung des deutschen Volkes vergab und ab 2017 den Preis „Transformative Wissenschaft“ des Wuppertal Instituts finanziert.
Seine Erinnerungen an die Schulzeit an einer Nationalpolitischen Erziehungsanstalt (Napola) von 1936 bis 1943 veröffentlichte er 2000 in dem Buch Des Teufels Kadett.

## Ehrungen
- 1987: Großes Verdienstkreuz der Bundesrepublik Deutschland